# 포온더플로어 (음악)

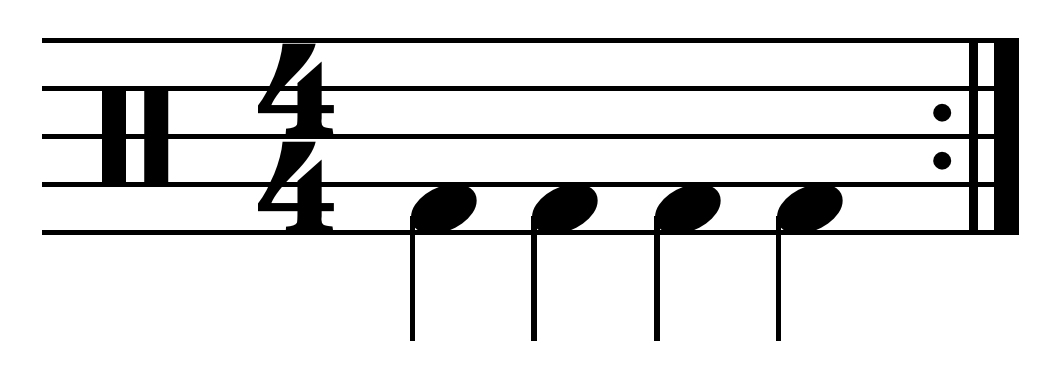
큰북의 "포 온 더 플로어" 와

포온더플로어 (Four-on-the-floor) 또는 포투더플로어(Four-to-the-floor)는 디스코나 일렉트로닉 댄스 뮤직 같은 댄스 음악 장르에서 주로 사용되는 리듬이다.  4
4 박자로 4 박자 모두에 강한 비트를 넣는다.1970년대 유행한 디스코를 통해 대중화되었으며 드럼 키트에서 페달로 작동되는 베이스 드럼으로 연주하여 나이트클럽의 바닥을 쿵쿵 울리기 때문에 이런 이름이 붙었다.
포온더플로어는 1940년대 비밥 스타일의 경쾌한 재즈 드럼 연주에 일반적으로 사용되고 있었다. 1960년대에 들어 트로그스, 더 시즈와 같은  일부 개러지 록 밴드가 포온더플로어를 사용하였다.
얼 영이 디스코 스타일의 록 드럼을 맨 처음 연주한 사람으로 꼽히는데 1973년 헤럴드 멜빈 앤 더 블루 노츠가 발표한 The Love I Lost의 베이스 연주에 사용되었다. 리듬 앤 블루스인 이 노래의 드럼 파트를 연주한 얼 영은 독특한 방식으로 하이 햇을 사용하였다.
포온더플로어는 일렉트로닉 댄스 뮤직의 일반적인 리듬 구조로 사용된다. 때로는 4 박자 모두에 비트를 주는 모든 4/4 박자 드럼 연주를 가리키는 용어로 사용되기도 한다.
재즈 드럼 연주에서는 가볍게 베이스드럼을 치는 페더링을 통해 소리가 또렷이 들리지는 않지만 진동이 느껴지게 하는 기법을 포온더플로어라고 한다. 일반적으로 당김음으로 하이 햇을 함께 사용하여 느낌을 살린다.  리듬 기타나 밴조와 같은 현악기를 연주할 때는 네 박자 모두 다운 스트로크로 연주하여 포온더플로어를 구현한다.
레게의 경우 베이스 드럼은 일반적으로 세 번째 박자에서 비트를 넣지만, 네 박자 모두 강세를 두는 포온더플로어를 사용하는 경우도 있다. 슬라이 앤드 로비의 드러머였던 슬라이 던바가 이런식으로 연주하였다. 밥 말리 & 더 웨일러스의 칼튼 바렛 역시 Is This Love, Exodus 등에서 포온더플로어로 연주한다. 레게의 포온더플로어는 일반적으로 손으로 연주한다. 레게의 파생 장르 가운데 댄스홀은 포온더플로어를 흔히 사용하지만 루트 레게에서는 그다지 쓰이지 않는다.